# Pacificación

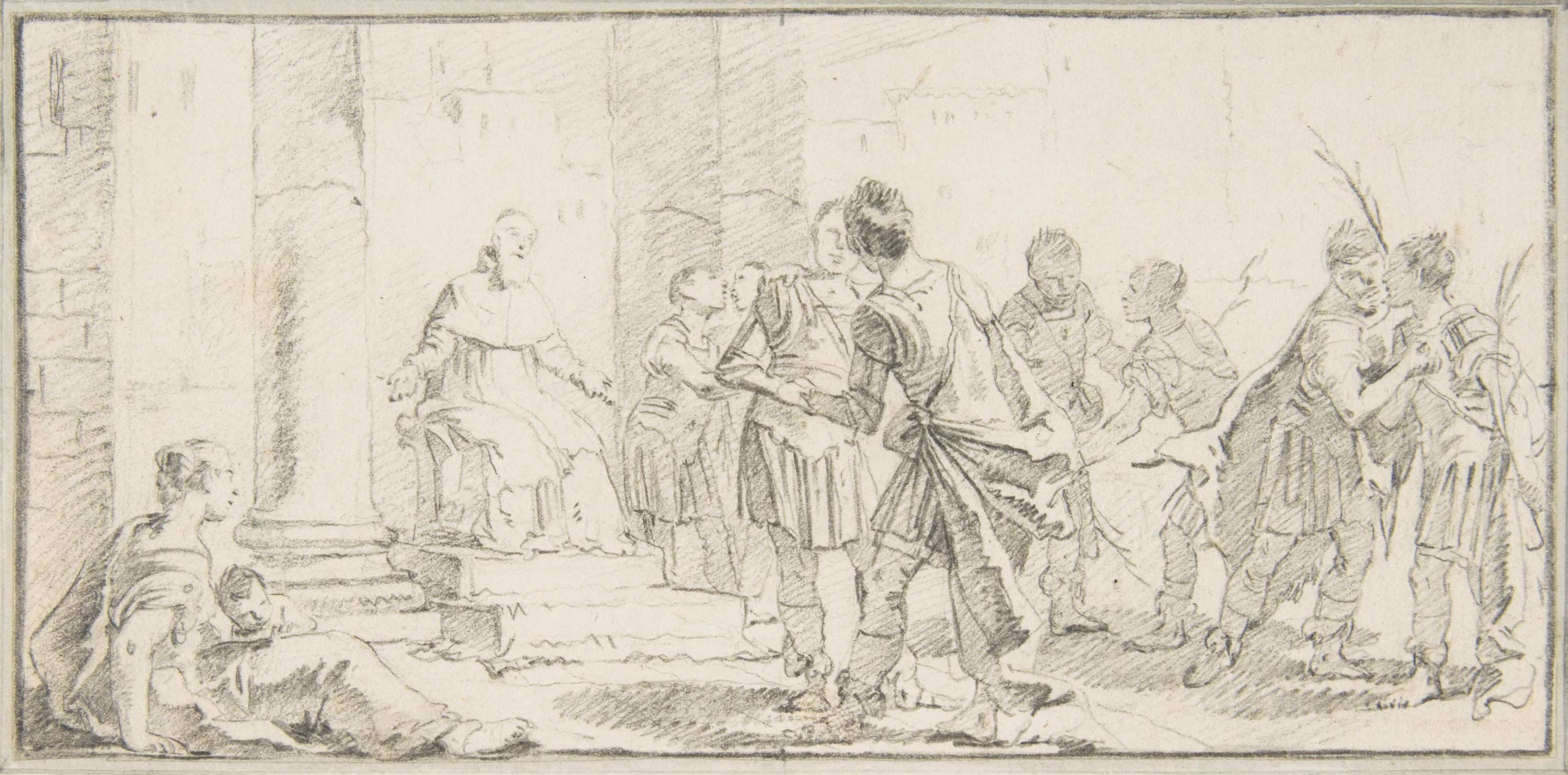
Escena de pacificaciónː un dignatario eclesiástico trata de poner fin mediante el diálogo a las disputas entre partes enfrentadas.

La pacificación (peacemaking en inglés, que también se puede traducir por establecimiento de la paz, búsqueda de la paz o restablecimiento de la paz) es una transformación práctica de conflictos centrada en el establecimiento de relaciones de poder equitativas lo suficientemente sólidas como para prevenir futuros conflictos. Incluye frecuentemente el establecimiento de medios para acordar decisiones que generen confianza dentro de una comunidad o entre partes que anteriormente habían adoptado respuestas violentas a un conflicto. La pacificación busca alcanzar la reconciliación entre los adversarios y un entendimiento mutuo entre las partes antes enfrentadas. 
La RAE define pacificación como «acción y efecto de pacificar» y pacificar como «1) establecer la paz donde había guerra; 2) reconciliar a quienes están opuestos; 3) tratar de asentar paces». Así pues, se denomina pacificación tanto al resultado (la paz) como al proceso (la búsqueda de la paz), que puede ser exitoso o fallido.
Un ejemplo habitual de pacificación son los diversos tipos de mediación, generalmente entre 2 partes y en las que participa un tercero, un facilitador o mediador (pacificador).
En inglés también se emplea el término peacemaking para cuestiones de justicia restaurativa (también llamada justicia reparadora, justicia compasiva, justicia transformadora o transformativa, un término acuñado por la difunta activista y teórica de la justicia canadiense Ruth Morris). Se facilita que los delincuentes pidan perdón personalmente a las víctimas.
Normalmente, cuando se habla de un proceso de paz, la pacificación (conseguir que callen las armas) es el primer paso. Luego viene, en su caso, la misión de paz (peacekeeping) y después la construcción de la paz (peacebuilding).

## Métodos
Algunas entidades geopolíticas, como los estados-nación y las organizaciones internacionales, intentan relegar el término "pacificación" a conflictos grandes, sistémicos, a menudo entre facciones, casos de situaciones posteriores al genocidio o situaciones extremas de opresión como el apartheid, en los que ningún miembro de la comunidad puede evitar involucrarse y en los que ninguna facción puede afirmar ser completamente ajena al conflicto. 
Sin embargo, la pacificación es un enfoque universal y antiguo para abordar los enfrentamientos en todos los niveles y entre todas las partes, y sus principios pueden generalizarse y utilizarse en muchos tipos de conflictos. 
En la escena internacional contemporánea, especialmente después del fin de la Guerra Fría, el concepto de pacificación se ha asociado a menudo con la imposición a las partes en conflicto de un acuerdo de paz, habitualmente bajo los auspicios de una organización internacional. Esto se conoce como imposición de la paz (peace enforcing en inglés). Las Naciones Unidas lo diferencianː en su definición, peacemaking son los esfuerzos diplomáticos para alcanzar la paz, mientras que peace enforcing implica el uso activo de la fuerza. En sociedades más pequeñas y tradicionales, la pacificación a menudo implica rituales. Por ejemplo, Alula Pankhurst ha producido películas sobre la construcción de la paz entre las comunidades etíopes.
La pacificación es distinta del pacifismo o del uso de técnicas de resistencia no violenta o desobediencia civil, aunque hay ejemplos de personas que emplean estas técnicas y logran una pacificación, como Mahatma Gandhi. De hecho, quienes dominan el uso de técnicas no violentas bajo una presión violenta extrema y quienes lideran a otros en esa resistencia, generalmente demuestran la capacidad de no reaccionar a la provocación violenta con más violencia, y por lo tanto pueden ser más hábiles para trabajar con grupos de personas que hayan sufrido violencia y opresión, manteniéndolos coordinados y en buen orden durante las necesarias fases de acercamiento, habitualmente difíciles. Teniendo en cuenta esto y un historial de no defender respuestas violentas, son estos líderes los que suelen estar más capacitados para la pacificación cuando estalla un conflicto abierto entre las partes previamente enfrentadas.
Ross (2010) considera que para una pacificación eficaz deben crearse precondicionesː
- que convenzan a las partes contendientes de que merece la pena dialogar entre sí,
- que son posibles cambios estructurales que conduzcan a una paz estable; y
- que es posible un acuerdo que satisfaga los intereses y deseos básicos de todas las partes.

Por otra parte Ker-Lindsay considera que cuanto más se haga participar a los contendientes en el proceso de pacificación, y cuanto más justo vean ese proceso, mayores son las probabilidades de que acepten el resultado final.

## Gandhi
Mohandas Karamchand Gandhi es ampliamente reconocido como un importante teórico de las estrategias de paz. Señaló en particular que los líderes que habían tenido éxito con estrategias violentas eran contraproducentes en tiempos de paz, simplemente porque ahora esas estrategias debían abandonarse. Pero si un movimiento había adulado y emulado a estos líderes, era poco probable que  pudiera lograr una paz permanente, simplemente porque sus dirigentes carecían de las habilidades necesarias y se habían convertido en líderes, entre otras razones, para suprimir a la parte contraria. 
En consecuencia, incluso si un movimiento se beneficiara de la acción violenta, e incluso si dicha acción fuera extremadamente eficaz para poner fin a una opresión, ningún movimiento que buscara la paz a largo plazo podría presentar esos actos o personas como un ejemplo moral ni aconsejar emularlos. 
Las opiniones de Gandhi han influido en los especialistas modernos en ética política a la hora de formular una crítica del terrorismo, en la que incluso quienes apoyan los objetivos deben denunciar los métodos y evitar convertir, por ejemplo, a un terrorista suicida en un héroe.

## Cristianismo
La Iglesia Católica ha cambiado su visión sobre la pacificación a lo largo de los siglos. Algunos de los primeros cristianos se negaron a unirse al ejército imperial de Roma. El papado llamó a 9 cruzadas contra la dominación musulmana de Tierra Santa. La teoría de la guerra justa se originó con San Agustín de Hipona en el siglo V. Las versiones de las doctrinas de la guerra justa han afirmado que los países y los pueblos deben mantener la paz a cualquier precio. El derecho de un gobernante a ir a la guerra debe cumplir los criterios de causa justa, justicia comparativa, autoridad competente, intención correcta, probabilidad de éxito, último recurso y proporcionalidad. El conflicto colombiano es el principal ejemplo católico actual.
La tradición del cristianismo continúa siendo retomada por aquellos que buscan la paz. Jesús enseñó: «Todos los que tomen la espada, a espada perecerán» (Mateo 26:52). Veinte años después del cese del Reichskonkordat , el Papa Pablo VI proclamó: «¡No más guerra, nunca más guerra!» (Discurso a la Asamblea General de las Naciones Unidas, 4 de octubre de 1965, retuiteado por el Papa Francisco, 2 de septiembre de 2013). 